# Каменица (Илијаш)
Каменица је насељено мјесто у Босни и Херцеговини, у општини Илијаш, које административно припада Федерацији Босне и Херцеговине. Према попису становништва из 2013. у насељу је живјело 738 становника.

## Становништво
| Националност       | 1991.        | 1981.        | 1971.        |
| Муслимани          | 993 (95,29%) | 990 (94,10%) | 943 (94,11%) |
| Срби               | 43 (4,12%)   | 40 (3,80%)   | 52 (5,18%)   |
| Хрвати             | 0            | 1 (0,09%)    | 1 (0,09%)    |
| Југословени        | 3 (0,28%)    | 8 (0,76%)    | 4 (0,39%)    |
| остали и непознато | 3 (0,28%)    | 13 (1,23%)   | 2 (0,19%)    |
| Укупно             | 1.042        | 1.052        | 1.002        |